# آنت گریتسن
آنت گریتسن (انگلیسی: Annette Gerritsen؛ زادهٔ ۱۱ اکتبر ۱۹۸۵) اسکیت‌باز سرعت اهل پادشاهی هلند است.